# Strace
strace — діагностична та зневаджувальна утиліта, націлена на відстежування системних викликів і команд вводу-виводу ioctl у процесах і застосунках.

## Застосування і особливості
Утиліта дозволяє відстежувати та (починаючи з версії 4.15) втручатися в процес взаємодії програми і ядра, включаючи системні виклики, сигнали і зміни стану процесу, що виникають. Для своєї роботи strace використовує механізм ptrace. Починаючи з версії 4.13, формування випусків програми синхронізовано з виходом нових версій Linux.
Код проекту поширюється під ліцензією LGPLv2.1+ (починаючи з версії 5.3 ліцензія на код змінена з BSD на LGPLv2.1+ на основний код і GPLv2+ на тести).